# Правильність (вимірювання)
Правильність (англ. trueness) — ступінь наближення середнього значення, одержаного на основі великої серії результатів вимірювань, до прийнятого опорного значення фізичної величини.
Прийняте опорне значення (accepted reference value) — значення, яке слугує еталоном для порівняння та яке подається як:
а) Теоретичне або встановлене значення, що ґрунтується на наукових принципах;
б) Приписане або сертифіковане значення, що ґрунтується на експериментальних даних деяких національних або міжнародних організацій;
в) Узгоджене (на основі консенсусу) або атестоване значення, що ґрунтується на спільній експериментальній роботі, яка поводиться науковим або інженерним колективом.
г) Математичне сподівання вимірюваної величини, тобто середнє значення сукупності результатів вимірювань — лише за умови, якщо а), б), в) недоступні.
Наприклад, якщо в розпорядженні наявні відповідні стандартні зразки або якщо прийняте еталонне значення може бути встановлено відносно іншого методу вимірювання або шляхом створення зразка з відомим значенням.
Правильність, як правило, кількісно виражається через оцінку систематичної похибки. Зміщення (англ. bias) — оцінка систематичної похибки результату вимірювання.
Розрізняють такі види зміщення:
Лабораторне зміщення (laboratory bias) — різниця між математичним сподіванням результатів вимірювань, отриманих в окремих лабораторіях, та прийнятим еталонним значенням.
Зміщення методу вимірювання (bias of the measurement method) — різниця між математичним сподіванням результатів вимірювань, отриманих в усіх лабораторіях, що використовують даний метод, та прийнятим еталонним значенням.
Лабораторна складова зміщення (laboratory component of bias) — різниця між лабораторним зміщенням та зміщенням методу вимірювання.
Поняття правильності, так само як і прецизійності методу та результатів вимірювань введено «ДСТУ ГОСТ ISO 5725-1:2005 Точність (правильність і прецизійність) методів та результатів вимірювання. Частина 1. Основні положення та визначення», який виходить із концепції невизначеності вимірювань. Саме тому ці показники не пов'язують з поняття похибка та істинного значення фізичної величини в термінологічному сенсі. Хоча проводячи паралель з теорією похибок, поняття опорне значення дуже близьке до поняття дійсного значення фізичної величини, а правильність результату вимірювання по суті характеризує систематичну складову похибки в результаті вимірювання. Для порівняння, систематична похибка — складова похибки, що залишається сталою або закономірно змінюється за повторних вимірювань однієї і тієї ж величини.
Тому інше визначення правильності — ступінь наближення до нуля систематичної похибки в результаті вимірювання.
Кількісною мірою правильності виступає значення систематичної похибки, точніше, її оцінка. Правильним є той результат вимірювання, систематична похибка якого не перевищує допустиме значення.